# Parafia św. Leona Wielkiego w Wejherowie
Parafia św. Leona Wielkiego w Wejherowie – rzymskokatolicka parafia usytuowana w przy ulicy 3 Maja w Wejherowie. Wchodzi w skład dekanatu Wejherowo w archidiecezji gdańskiej.

## Historia
Na początku XX wieku, ewangelicy zaczęli czynić starania o wybudowanie okazałej świątyni. W 1908 został poświęcony nowy kościół w stylu nawiązującym do gotyku, o strzelistej sylwetce. Strzelistości budowli nadają wysmukłe cztery narożne wieże i jedna umieszczona centralnie – wyższa – zegarowa. Budynek o pięknej fasadzie, wykonany został z czerwonej cegły.
Po II wojnie światowej już jako kościół pw. św. Stanisława Kostki, został jako porzucona świątynia przejęty przez jedyną w Wejherowie parafię pw. św. Trójcy i służył jako kościół młodzieżowy. Z utworzeniem i erygowaniem parafii pw. św. Leona Wielkiego – 15 maja 1957, kościół poewangelicki stał się kościołem parafialnym nowej wspólnoty.
25 marca 1992 – papież Jan Paweł II wydał bullę „Totus Tuus Poloniae Populus” reorganizującą administrację kościelną w Polsce i zgodnie z tymi zmianami, parafia stała się częścią Archidiecezji Gdańskiej.
1 czerwca 2007 nastąpiła po około 100 latach konsekracja kościoła, której dokonał arcybiskup metropolita gdański – Tadeusz Gocłowski CM.

## Proboszczowie
- 1960–1978: ks. prał. Władysław Mówka[3]
  - administrator parafii (1958–1960)
- 1978–1987: ks. Adam Tracz
- 1987–1991: ks. prał. Jerzy Deja[4][5]
- 1991–2024: ks. kan. mgr lic. Marian Dettlaff[6]
- od 1 VII 2024: ks. kan. mgr lic. Krzysztof Sagan[7][8]
  - członek Rady Kapłańskiej od 17 I 2022